# Ivan Delianov

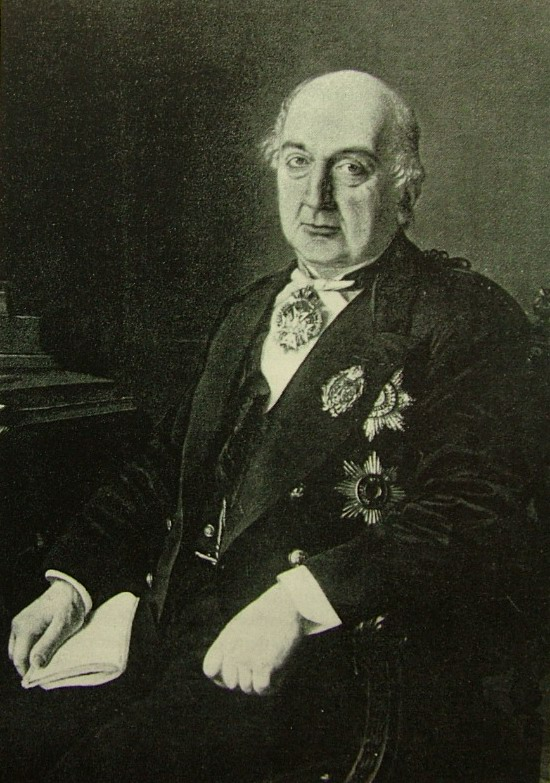
Le comte Ivan Davidovitch Delianov

Le comte Ivan Davidovitch Delianov (en russe : Иван Давыдович Делянов), né le 12 décembre 1818, décédé le 10 janvier 1898, est un homme politique russe, originaire d'Arménie. Il fut membre du Conseil d'État (1874), ministre de l'Instruction publique (ministre de l'Éducation nationale) sous Alexandre III puis sous Nicolas II de 1882 à 1897.

## Biographie
Ivan Davidovitch Delianov étudia à l'Université d'État de Moscou et obtint en 1838 un doctorat en droit.

### Carrière politique
Ivan Davidovitch Delianov occupa plusieurs postes importants au sein de différents gouvernements. En 1874, il devint membre du Conseil d'État. De 1881 à 1882, il dirigea la bibliothèque nationale russe à Saint-Pétersbourg.
En 1882, Alexandre III offrit à Ivan Davidovitch Delianov le porte-feuille de ministre de l'Instruction publique. En 1895, il fut reconduit à ce poste par Nicolas II.

### Charte de l'Université
En 1884, Ivan Davidovitch Delianov présenta une nouvelle charte destinée aux écoles, celle-ci privait les anciennes universités de leur autonomie. Le comte fit également refuser l'entrée des universités aux femmes (1886).
En juin 1887, il publia une circulaire, cette dernière limitait l'accès des enfants de petite extraction aux gymnasiums (écoles). Selon ce document, les gymnases et les progymnasiums durent restreindre l'inscription des enfants issus de classes sociales non-nobles. Des exceptions possibles furent envisagées pour les enfants dotés de capacités extraordinaires.
Les révolutionnaires russes tirèrent parti de ce langage discriminatoire, il fut également à l'origine de la célèbre phrase de Lénine : « En Union soviétique, même les cuisinières peuvent gérer un État ».
Ivan Davidovitch Delianov introduisit dans sa politique de l'enseignement un certain pourcentage d'acceptation de Juifs dans les établissements scolaires. Les écoles de minorités nationales furent soumises à une russification obligatoire.
En 1898, Nikolaï Bogolepov lui succéda.

## Source Références
1. ↑  Michel Heller, Histoire de la Russie et de son empire, Paris, Perrin, 2015 (1re éd. 1995), « La réaction », p. 1212-& suiv

- (en) Cet article est partiellement ou en totalité issu de l’article de Wikipédia en anglais intitulé « Ivan Delyanov » (voir la liste des auteurs).